# Брюховское сельское поселение
Брюховское се́льское поселе́ние — муниципальное образование в Еловском районе Пермского края Российской Федерации.
Административный центр — село Брюхово.

## История
Статус и границы сельского поселения установлены Законом Пермской области от 10 ноября 2004 года № 1761-364 «Об утверждении границ и о наделении статусом муниципальных образований Еловского района Пермской области»

## Население
| 2010  | 2012  | 2013  | 2014  | 2015  | 2016  | 2017  |
| ----- | ----- | ----- | ----- | ----- | ----- | ----- |
| 656   | ↗1568 | ↘1500 | ↘1427 | ↘1383 | ↘1365 | ↘1306 |
| 2018  | 2019  | 2020  |       |       |       |       |
| ↘1272 | ↘1220 | ↘1206 |       |       |       |       |

## Состав сельского поселения
| №  | Населённый пункт | Тип населённого пункта       | Население |
| -- | ---------------- | ---------------------------- | --------- |
| 1  | Батуи            | деревня                      | 10        |
| 2  | Брюхово          | село, административный центр | 377       |
| 3  | Городище         | деревня                      | 19        |
| 4  | Дружная          | деревня                      | 45        |
| 5  | Калиновка        | село                         | 247       |
| 6  | Кижи             | деревня                      | ↘50       |
| 7  | Малая Талица     | деревня                      | 2         |
| 8  | Мичура           | деревня                      | 205       |
| 9  | Осиновик         | село                         | 254       |
| 10 | Прохорята        | деревня                      | 45        |
| 11 | Сосновка         | деревня                      | 39        |
| 12 | Средняя          | деревня                      | 11        |
| 13 | Фаор             | посёлок                      | 296       |